# James Farrior
James Alfred Farrior (Petersburg, 6 gennaio 1975) è un ex giocatore di football americano statunitense che ha militato nel ruolo di middle linebacker nella National Football League.

## Carriera

### New York Jets
Dopo avere giocato al college a football all'Università della Virginia, Farrior fu scelto come ottavo assoluto nel Draft NFL 1997 dai New York Jets. Fino al 2001 giocò sporadicamente come outside linebacker di riserva, disputando solamente 27 partite. Dopo la stagione 2001, considerato ormai una scelta del draft non andata a buon fine fu svincolato, divenendo free agent.

### Pittsburgh Steelers
Nel suo primo anno coi Pittsburgh Steelers, Farrior mise a segno 82 tackle in 14 partite. Nel 2003, fece registrare 141 tackle e un intercetto. Nel 2004, la sua terza stagione con la squadra, totalizzò 94 tackle, 3 sack e un primato in carriera di quattro intercetti, classificandosi secondo, Ed Reed, nel premio di miglior difensore dell'anno della NFL e venendo convocato per il suo primo Pro Bowl. Durante i playoff del 2005, Farrior mise a segno 2,5 sack nel secondo turno vinto contro gli Indianapolis Colts, andando poi a vincere il Super Bowl XL contro i Seattle Seahawks. Il suo secondo anello lo vinse nella stagione 2008, con la vittoria del Super Bowl XLIII sugli Arizona Cardinals, anno in cui ottenne la seconda convocazione al Pro Bowl. Si ritirò dopo essere stato svincolato il 2 marzo 2012.

## Palmarès

### Franchigia
- Super Bowl : 2

Pittsburgh Steelers: XL, XLIII
- American Football Conference Championship: 3

Pittsburgh Steelers: 2005, 2008, 2011

### Individuale
- Convocazioni al Pro Bowl: 2

2004, 2008
- All-Pro: 2

2004, 2008

## Statistiche
| Partite    | 230   |
| Tackle     | 1.412 |
| Sack       | 35,5  |
| Intercetti | 11    |